# Sarcosperma laurinum
Sarcosperma laurinum är en tvåhjärtbladig växtart som först beskrevs av George Bentham, och fick sitt nu gällande namn av Joseph Dalton Hooker. Sarcosperma laurinum ingår i släktet Sarcosperma och familjen Sapotaceae. Inga underarter finns listade i Catalogue of Life.